# Liste des communes de la Haute-Vienne
Pour les autres listes de communes françaises, voir Listes des communes de France.
| - La Haute-Vienne en France métropolitaine. - Carte des communes de la Haute-Vienne. |

Cette page liste les 195 communes du département français de la Haute-Vienne au 1er janvier 2025.

## Historique
La Haute-Vienne est un département français créé à la Révolution française, le 4 mars 1790 en application de la loi du 22 décembre 1789, à partir d'une partie de la province du Limousin (sa moitié sud) et du comté de la Marche (sa moitié nord), ainsi que de quelques communes de l'Angoumois (au sud-ouest) et du Poitou (Rochechouart).
Les communes de la Haute-Vienne étaient 201 le 1er janvier 2015 puis 200 le 1er janvier 2016 à la suite de la création de la commune nouvelle de Val d'Issoire et enfin 195 suit à la création de Val-d'Oire-et-Gartempe et de Saint-Pardoux-le-Lac le 1er janvier 2019.
La Haute-Vienne est située dans la région Nouvelle-Aquitaine.

## Liste des communes
Le tableau suivant donne la liste des communes au 1er janvier 2025, en précisant leur code Insee, leur code postal principal, leur arrondissement, leur canton, leur intercommunalité, leur superficie, leur population et leur densité, d'après les chiffres de l'Insee issus du recensement 2022,.
| Nom                        | Code Insee | Code postal       | Arrondissement | Canton                                                                                    | Intercommunalité                 | Superficie (km2) | Population (dernière pop. légale) | Densité (hab./km2) | Modifier                                    |
| -------------------------- | ---------- | ----------------- | -------------- | ----------------------------------------------------------------------------------------- | -------------------------------- | ---------------- | --------------------------------- | ------------------ | ------------------------------------------- |
| Limoges (préfecture)       | 87085      | 87000 87100 87280 | Limoges        | Limoges-1 Limoges-2 Limoges-3 Limoges-4 Limoges-5 Limoges-6 Limoges-7 Limoges-8 Limoges-9 | CU Limoges Métropole             | 78,03            | 129 754 (2022)                    | 1 663              | modifier les données · modifier les données |
| Aixe-sur-Vienne            | 87001      | 87700             | Limoges        | Aixe-sur-Vienne                                                                           | CC du Val de Vienne              | 22,85            | 5 860 (2022)                      | 256                | modifier les données · modifier les données |
| Ambazac                    | 87002      | 87240             | Limoges        | Ambazac                                                                                   | CC Élan Limousin Avenir Nature   | 57,83            | 5 565 (2022)                      | 96                 | modifier les données · modifier les données |
| Arnac-la-Poste             | 87003      | 87160             | Bellac         | Châteauponsac                                                                             | CC Haut-Limousin en Marche       | 46,62            | 911 (2022)                        | 20                 | modifier les données · modifier les données |
| Augne                      | 87004      | 87120             | Limoges        | Eymoutiers                                                                                | CC des Portes de Vassivière      | 17,59            | 124 (2022)                        | 7,0                | modifier les données · modifier les données |
| Aureil                     | 87005      | 87220             | Limoges        | Saint-Léonard-de-Noblat                                                                   | CU Limoges Métropole             | 10,17            | 1 033 (2022)                      | 102                | modifier les données · modifier les données |
| Azat-le-Ris                | 87006      | 87360             | Bellac         | Châteauponsac                                                                             | CC Haut-Limousin en Marche       | 56,22            | 240 (2022)                        | 4,3                | modifier les données · modifier les données |
| Balledent                  | 87007      | 87290             | Bellac         | Châteauponsac                                                                             | CC Gartempe Saint-Pardoux        | 12,28            | 199 (2022)                        | 16                 | modifier les données · modifier les données |
| La Bazeuge                 | 87008      | 87210             | Bellac         | Châteauponsac                                                                             | CC Haut-Limousin en Marche       | 10,19            | 144 (2022)                        | 14                 | modifier les données · modifier les données |
| Beaumont-du-Lac            | 87009      | 87120             | Limoges        | Eymoutiers                                                                                | CC des Portes de Vassivière      | 23,91            | 136 (2022)                        | 5,7                | modifier les données · modifier les données |
| Bellac                     | 87011      | 87300             | Bellac         | Bellac                                                                                    | CC Haut-Limousin en Marche       | 24,42            | 3 569 (2022)                      | 146                | modifier les données · modifier les données |
| Berneuil                   | 87012      | 87300             | Bellac         | Bellac                                                                                    | CC Haut-Limousin en Marche       | 26,09            | 429 (2022)                        | 16                 | modifier les données · modifier les données |
| Bersac-sur-Rivalier        | 87013      | 87370             | Limoges        | Ambazac                                                                                   | CC Élan Limousin Avenir Nature   | 32,54            | 626 (2022)                        | 19                 | modifier les données · modifier les données |
| Bessines-sur-Gartempe      | 87014      | 87250             | Bellac         | Ambazac                                                                                   | CC Élan Limousin Avenir Nature   | 55,41            | 2 739 (2022)                      | 49                 | modifier les données · modifier les données |
| Beynac                     | 87015      | 87700             | Limoges        | Aixe-sur-Vienne                                                                           | CC du Val de Vienne              | 12,57            | 727 (2022)                        | 58                 | modifier les données · modifier les données |
| Les Billanges              | 87016      | 87340             | Limoges        | Ambazac                                                                                   | CC Élan Limousin Avenir Nature   | 22,61            | 298 (2022)                        | 13                 | modifier les données · modifier les données |
| Blanzac                    | 87017      | 87300             | Bellac         | Bellac                                                                                    | CC Haut-Limousin en Marche       | 23,50            | 479 (2022)                        | 20                 | modifier les données · modifier les données |
| Blond                      | 87018      | 87300             | Bellac         | Bellac                                                                                    | CC Haut-Limousin en Marche       | 64,69            | 690 (2022)                        | 11                 | modifier les données · modifier les données |
| Boisseuil                  | 87019      | 87220             | Limoges        | Condat-sur-Vienne                                                                         | CU Limoges Métropole             | 18,92            | 2 997 (2022)                      | 158                | modifier les données · modifier les données |
| Bonnac-la-Côte             | 87020      | 87270             | Limoges        | Ambazac                                                                                   | CU Limoges Métropole             | 26,06            | 1 644 (2022)                      | 63                 | modifier les données · modifier les données |
| Bosmie-l'Aiguille          | 87021      | 87110             | Limoges        | Aixe-sur-Vienne                                                                           | CC du Val de Vienne              | 8,01             | 2 620 (2022)                      | 327                | modifier les données · modifier les données |
| Breuilaufa                 | 87022      | 87300             | Bellac         | Bellac                                                                                    | CC Élan Limousin Avenir Nature   | 4,60             | 114 (2022)                        | 25                 | modifier les données · modifier les données |
| Le Buis                    | 87023      | 87140             | Bellac         | Bellac                                                                                    | CC Élan Limousin Avenir Nature   | 6,55             | 183 (2022)                        | 28                 | modifier les données · modifier les données |
| Bujaleuf                   | 87024      | 87460             | Limoges        | Eymoutiers                                                                                | CC des Portes de Vassivière      | 41,17            | 873 (2022)                        | 21                 | modifier les données · modifier les données |
| Burgnac                    | 87025      | 87800             | Limoges        | Aixe-sur-Vienne                                                                           | CC du Val de Vienne              | 11,50            | 858 (2022)                        | 75                 | modifier les données · modifier les données |
| Bussière-Galant            | 87027      | 87230             | Limoges        | Saint-Yrieix-la-Perche                                                                    | CC Pays de Nexon-Monts de Châlus | 53,86            | 1 284 (2022)                      | 24                 | modifier les données · modifier les données |
| Les Cars                   | 87029      | 87230             | Limoges        | Saint-Yrieix-la-Perche                                                                    | CC Pays de Nexon-Monts de Châlus | 16,72            | 618 (2022)                        | 37                 | modifier les données · modifier les données |
| Chaillac-sur-Vienne        | 87030      | 87200             | Rochechouart   | Saint-Junien                                                                              | CC Porte Océane du Limousin      | 15,14            | 1 253 (2022)                      | 83                 | modifier les données · modifier les données |
| Le Chalard                 | 87031      | 87500             | Limoges        | Saint-Yrieix-la-Perche                                                                    | CC du Pays de Saint-Yrieix       | 12,42            | 302 (2022)                        | 24                 | modifier les données · modifier les données |
| Châlus                     | 87032      | 87230             | Limoges        | Saint-Yrieix-la-Perche                                                                    | CC Pays de Nexon-Monts de Châlus | 27,98            | 1 671 (2022)                      | 60                 | modifier les données · modifier les données |
| Chamboret                  | 87033      | 87140             | Bellac         | Bellac                                                                                    | CC Élan Limousin Avenir Nature   | 21,59            | 788 (2022)                        | 36                 | modifier les données · modifier les données |
| Champagnac-la-Rivière      | 87034      | 87150             | Rochechouart   | Rochechouart                                                                              | CC Ouest Limousin                | 24,46            | 591 (2022)                        | 24                 | modifier les données · modifier les données |
| Champnétery                | 87035      | 87400             | Limoges        | Saint-Léonard-de-Noblat                                                                   | CC de Noblat                     | 30,60            | 517 (2022)                        | 17                 | modifier les données · modifier les données |
| Champsac                   | 87036      | 87230             | Rochechouart   | Rochechouart                                                                              | CC Ouest Limousin                | 23,94            | 688 (2022)                        | 29                 | modifier les données · modifier les données |
| La Chapelle-Montbrandeix   | 87037      | 87440             | Rochechouart   | Rochechouart                                                                              | CC Ouest Limousin                | 19,83            | 264 (2022)                        | 13                 | modifier les données · modifier les données |
| Chaptelat                  | 87038      | 87270             | Limoges        | Couzeix                                                                                   | CU Limoges Métropole             | 17,92            | 2 096 (2022)                      | 117                | modifier les données · modifier les données |
| Château-Chervix            | 87039      | 87380             | Limoges        | Eymoutiers                                                                                | CC Briance Sud Haute-Vienne      | 51,05            | 791 (2022)                        | 15                 | modifier les données · modifier les données |
| Châteauneuf-la-Forêt       | 87040      | 87130             | Limoges        | Eymoutiers                                                                                | CC Briance-Combade               | 29,25            | 1 536 (2022)                      | 53                 | modifier les données · modifier les données |
| Châteauponsac              | 87041      | 87290             | Bellac         | Châteauponsac                                                                             | CC Gartempe Saint-Pardoux        | 68,79            | 2 028 (2022)                      | 29                 | modifier les données · modifier les données |
| Le Châtenet-en-Dognon      | 87042      | 87400             | Limoges        | Saint-Léonard-de-Noblat                                                                   | CC de Noblat                     | 20,39            | 399 (2022)                        | 20                 | modifier les données · modifier les données |
| Cheissoux                  | 87043      | 87460             | Limoges        | Eymoutiers                                                                                | CC des Portes de Vassivière      | 10,21            | 223 (2022)                        | 22                 | modifier les données · modifier les données |
| Chéronnac                  | 87044      | 87600             | Rochechouart   | Rochechouart                                                                              | CC Porte Océane du Limousin      | 18,90            | 315 (2022)                        | 17                 | modifier les données · modifier les données |
| Cieux                      | 87045      | 87520             | Bellac         | Bellac                                                                                    | CC Haut-Limousin en Marche       | 41,06            | 1 001 (2022)                      | 24                 | modifier les données · modifier les données |
| Cognac-la-Forêt            | 87046      | 87310             | Rochechouart   | Rochechouart                                                                              | CC Ouest Limousin                | 31,56            | 1 199 (2022)                      | 38                 | modifier les données · modifier les données |
| Compreignac                | 87047      | 87140             | Bellac         | Bellac                                                                                    | CC Élan Limousin Avenir Nature   | 47,62            | 1 866 (2022)                      | 39                 | modifier les données · modifier les données |
| Condat-sur-Vienne          | 87048      | 87920             | Limoges        | Condat-sur-Vienne                                                                         | CU Limoges Métropole             | 15,47            | 5 208 (2022)                      | 337                | modifier les données · modifier les données |
| Coussac-Bonneval           | 87049      | 87500             | Limoges        | Eymoutiers                                                                                | CC du Pays de Saint-Yrieix       | 66,73            | 1 272 (2022)                      | 19                 | modifier les données · modifier les données |
| Couzeix                    | 87050      | 87270             | Limoges        | Couzeix                                                                                   | CU Limoges Métropole             | 30,69            | 10 011 (2022)                     | 326                | modifier les données · modifier les données |
| La Croisille-sur-Briance   | 87051      | 87130             | Limoges        | Eymoutiers                                                                                | CC Briance-Combade               | 43,61            | 690 (2022)                        | 16                 | modifier les données · modifier les données |
| La Croix-sur-Gartempe      | 87052      | 87210             | Bellac         | Châteauponsac                                                                             | CC Haut-Limousin en Marche       | 12,74            | 163 (2022)                        | 13                 | modifier les données · modifier les données |
| Cromac                     | 87053      | 87160             | Bellac         | Châteauponsac                                                                             | CC Haut-Limousin en Marche       | 24,15            | 246 (2022)                        | 10                 | modifier les données · modifier les données |
| Cussac                     | 87054      | 87150             | Rochechouart   | Rochechouart                                                                              | CC Ouest Limousin                | 31,70            | 1 148 (2022)                      | 36                 | modifier les données · modifier les données |
| Dinsac                     | 87056      | 87210             | Bellac         | Châteauponsac                                                                             | CC Haut-Limousin en Marche       | 19,43            | 245 (2022)                        | 13                 | modifier les données · modifier les données |
| Dompierre-les-Églises      | 87057      | 87190             | Bellac         | Châteauponsac                                                                             | CC Haut-Limousin en Marche       | 30,62            | 373 (2022)                        | 12                 | modifier les données · modifier les données |
| Domps                      | 87058      | 87120             | Limoges        | Eymoutiers                                                                                | CC des Portes de Vassivière      | 13,54            | 99 (2022)                         | 7,3                | modifier les données · modifier les données |
| Le Dorat                   | 87059      | 87210             | Bellac         | Châteauponsac                                                                             | CC Haut-Limousin en Marche       | 23,77            | 1 526 (2022)                      | 64                 | modifier les données · modifier les données |
| Dournazac                  | 87060      | 87230             | Rochechouart   | Rochechouart                                                                              | CC Pays de Nexon-Monts de Châlus | 35,97            | 669 (2022)                        | 19                 | modifier les données · modifier les données |
| Droux                      | 87061      | 87190             | Bellac         | Châteauponsac                                                                             | CC Haut-Limousin en Marche       | 23,98            | 361 (2022)                        | 15                 | modifier les données · modifier les données |
| Eybouleuf                  | 87062      | 87400             | Limoges        | Saint-Léonard-de-Noblat                                                                   | CC de Noblat                     | 10,83            | 471 (2022)                        | 43                 | modifier les données · modifier les données |
| Eyjeaux                    | 87063      | 87220             | Limoges        | Condat-sur-Vienne                                                                         | CU Limoges Métropole             | 24,23            | 1 335 (2022)                      | 55                 | modifier les données · modifier les données |
| Eymoutiers                 | 87064      | 87120             | Limoges        | Eymoutiers                                                                                | CC des Portes de Vassivière      | 70,22            | 2 067 (2022)                      | 29                 | modifier les données · modifier les données |
| Feytiat                    | 87065      | 87220             | Limoges        | Panazol                                                                                   | CU Limoges Métropole             | 24,74            | 6 174 (2022)                      | 250                | modifier les données · modifier les données |
| Flavignac                  | 87066      | 87230             | Limoges        | Saint-Yrieix-la-Perche                                                                    | CC Pays de Nexon-Monts de Châlus | 30,79            | 1 060 (2022)                      | 34                 | modifier les données · modifier les données |
| Folles                     | 87067      | 87250             | Bellac         | Ambazac                                                                                   | CC Élan Limousin Avenir Nature   | 31,18            | 443 (2022)                        | 14                 | modifier les données · modifier les données |
| Fromental                  | 87068      | 87250             | Bellac         | Ambazac                                                                                   | CC Élan Limousin Avenir Nature   | 22,65            | 517 (2022)                        | 23                 | modifier les données · modifier les données |
| Gajoubert                  | 87069      | 87330             | Bellac         | Bellac                                                                                    | CC Haut-Limousin en Marche       | 14,11            | 148 (2022)                        | 10                 | modifier les données · modifier les données |
| La Geneytouse              | 87070      | 87400             | Limoges        | Saint-Léonard-de-Noblat                                                                   | CC de Noblat                     | 19,35            | 988 (2022)                        | 51                 | modifier les données · modifier les données |
| Glandon                    | 87071      | 87500             | Limoges        | Saint-Yrieix-la-Perche                                                                    | CC du Pays de Saint-Yrieix       | 27,47            | 806 (2022)                        | 29                 | modifier les données · modifier les données |
| Glanges                    | 87072      | 87380             | Limoges        | Eymoutiers                                                                                | CC Briance Sud Haute-Vienne      | 22,85            | 510 (2022)                        | 22                 | modifier les données · modifier les données |
| Gorre                      | 87073      | 87310             | Rochechouart   | Rochechouart                                                                              | CC Ouest Limousin                | 16,17            | 388 (2022)                        | 24                 | modifier les données · modifier les données |
| Les Grands-Chézeaux        | 87074      | 87160             | Bellac         | Châteauponsac                                                                             | CC Haut-Limousin en Marche       | 13,51            | 227 (2022)                        | 17                 | modifier les données · modifier les données |
| Isle                       | 87075      | 87170             | Limoges        | Limoges-9                                                                                 | CU Limoges Métropole             | 20,18            | 7 915 (2022)                      | 392                | modifier les données · modifier les données |
| Jabreilles-les-Bordes      | 87076      | 87370             | Limoges        | Ambazac                                                                                   | CC Élan Limousin Avenir Nature   | 19,05            | 239 (2022)                        | 13                 | modifier les données · modifier les données |
| Janailhac                  | 87077      | 87800             | Limoges        | Saint-Yrieix-la-Perche                                                                    | CC Pays de Nexon-Monts de Châlus | 18,73            | 525 (2022)                        | 28                 | modifier les données · modifier les données |
| Javerdat                   | 87078      | 87520             | Rochechouart   | Saint-Junien                                                                              | CC Porte Océane du Limousin      | 25,52            | 702 (2022)                        | 28                 | modifier les données · modifier les données |
| La Jonchère-Saint-Maurice  | 87079      | 87340             | Limoges        | Ambazac                                                                                   | CC Élan Limousin Avenir Nature   | 15,59            | 802 (2022)                        | 51                 | modifier les données · modifier les données |
| Jouac                      | 87080      | 87890             | Bellac         | Châteauponsac                                                                             | CC Haut-Limousin en Marche       | 20,31            | 189 (2022)                        | 9,3                | modifier les données · modifier les données |
| Jourgnac                   | 87081      | 87800             | Limoges        | Aixe-sur-Vienne                                                                           | CC du Val de Vienne              | 14,39            | 1 112 (2022)                      | 77                 | modifier les données · modifier les données |
| Ladignac-le-Long           | 87082      | 87500             | Limoges        | Saint-Yrieix-la-Perche                                                                    | CC du Pays de Saint-Yrieix       | 47,21            | 1 159 (2022)                      | 25                 | modifier les données · modifier les données |
| Laurière                   | 87083      | 87370             | Limoges        | Ambazac                                                                                   | CC Élan Limousin Avenir Nature   | 20,77            | 528 (2022)                        | 25                 | modifier les données · modifier les données |
| Lavignac                   | 87084      | 87230             | Limoges        | Saint-Yrieix-la-Perche                                                                    | CC Pays de Nexon-Monts de Châlus | 6,04             | 162 (2022)                        | 27                 | modifier les données · modifier les données |
| Linards                    | 87086      | 87130             | Limoges        | Eymoutiers                                                                                | CC Briance-Combade               | 36,30            | 1 004 (2022)                      | 28                 | modifier les données · modifier les données |
| Lussac-les-Églises         | 87087      | 87360             | Bellac         | Châteauponsac                                                                             | CC Haut-Limousin en Marche       | 41,02            | 463 (2022)                        | 11                 | modifier les données · modifier les données |
| Magnac-Bourg               | 87088      | 87380             | Limoges        | Eymoutiers                                                                                | CC Briance Sud Haute-Vienne      | 15,11            | 1 115 (2022)                      | 74                 | modifier les données · modifier les données |
| Magnac-Laval               | 87089      | 87190             | Bellac         | Châteauponsac                                                                             | CC Haut-Limousin en Marche       | 72,22            | 1 693 (2022)                      | 23                 | modifier les données · modifier les données |
| Mailhac-sur-Benaize        | 87090      | 87160             | Bellac         | Châteauponsac                                                                             | CC Haut-Limousin en Marche       | 21,20            | 273 (2022)                        | 13                 | modifier les données · modifier les données |
| Maisonnais-sur-Tardoire    | 87091      | 87440             | Rochechouart   | Rochechouart                                                                              | CC Ouest Limousin                | 31,89            | 376 (2022)                        | 12                 | modifier les données · modifier les données |
| Marval                     | 87092      | 87440             | Rochechouart   | Rochechouart                                                                              | CC Ouest Limousin                | 38,50            | 481 (2022)                        | 12                 | modifier les données · modifier les données |
| Masléon                    | 87093      | 87130             | Limoges        | Eymoutiers                                                                                | CC Briance-Combade               | 8,72             | 286 (2022)                        | 33                 | modifier les données · modifier les données |
| Meilhac                    | 87094      | 87800             | Limoges        | Saint-Yrieix-la-Perche                                                                    | CC Pays de Nexon-Monts de Châlus | 14,84            | 526 (2022)                        | 35                 | modifier les données · modifier les données |
| Meuzac                     | 87095      | 87380             | Limoges        | Eymoutiers                                                                                | CC Briance Sud Haute-Vienne      | 43,40            | 733 (2022)                        | 17                 | modifier les données · modifier les données |
| La Meyze                   | 87096      | 87800             | Limoges        | Saint-Yrieix-la-Perche                                                                    | CC du Pays de Saint-Yrieix       | 28,11            | 842 (2022)                        | 30                 | modifier les données · modifier les données |
| Moissannes                 | 87099      | 87400             | Limoges        | Saint-Léonard-de-Noblat                                                                   | CC de Noblat                     | 24,64            | 328 (2022)                        | 13                 | modifier les données · modifier les données |
| Montrol-Sénard             | 87100      | 87330             | Bellac         | Bellac                                                                                    | CC Haut-Limousin en Marche       | 27,17            | 253 (2022)                        | 9,3                | modifier les données · modifier les données |
| Mortemart                  | 87101      | 87330             | Bellac         | Bellac                                                                                    | CC Haut-Limousin en Marche       | 3,60             | 127 (2022)                        | 35                 | modifier les données · modifier les données |
| Nantiat                    | 87103      | 87140             | Bellac         | Bellac                                                                                    | CC Élan Limousin Avenir Nature   | 25,42            | 1 584 (2022)                      | 62                 | modifier les données · modifier les données |
| Nedde                      | 87104      | 87120             | Limoges        | Eymoutiers                                                                                | CC des Portes de Vassivière      | 52,73            | 455 (2022)                        | 8,6                | modifier les données · modifier les données |
| Neuvic-Entier              | 87105      | 87130             | Limoges        | Eymoutiers                                                                                | CC Briance-Combade               | 39,34            | 874 (2022)                        | 22                 | modifier les données · modifier les données |
| Nexon                      | 87106      | 87800             | Limoges        | Saint-Yrieix-la-Perche                                                                    | CC Pays de Nexon-Monts de Châlus | 40,79            | 2 542 (2022)                      | 62                 | modifier les données · modifier les données |
| Nieul                      | 87107      | 87510             | Limoges        | Couzeix                                                                                   | CC Élan Limousin Avenir Nature   | 16,97            | 1 594 (2022)                      | 94                 | modifier les données · modifier les données |
| Nouic                      | 87108      | 87330             | Bellac         | Bellac                                                                                    | CC Haut-Limousin en Marche       | 35,95            | 430 (2022)                        | 12                 | modifier les données · modifier les données |
| Oradour-Saint-Genest       | 87109      | 87210             | Bellac         | Châteauponsac                                                                             | CC Haut-Limousin en Marche       | 37,90            | 354 (2022)                        | 9,3                | modifier les données · modifier les données |
| Oradour-sur-Glane          | 87110      | 87520             | Rochechouart   | Saint-Junien                                                                              | CC Porte Océane du Limousin      | 38,16            | 2 517 (2022)                      | 66                 | modifier les données · modifier les données |
| Oradour-sur-Vayres         | 87111      | 87150             | Rochechouart   | Rochechouart                                                                              | CC Ouest Limousin                | 39,09            | 1 602 (2022)                      | 41                 | modifier les données · modifier les données |
| Pageas                     | 87112      | 87230             | Limoges        | Saint-Yrieix-la-Perche                                                                    | CC Pays de Nexon-Monts de Châlus | 27,76            | 639 (2022)                        | 23                 | modifier les données · modifier les données |
| Le Palais-sur-Vienne       | 87113      | 87410             | Limoges        | Limoges-5                                                                                 | CU Limoges Métropole             | 10,33            | 5 861 (2022)                      | 567                | modifier les données · modifier les données |
| Panazol                    | 87114      | 87350             | Limoges        | Panazol                                                                                   | CU Limoges Métropole             | 20,05            | 11 207 (2022)                     | 559                | modifier les données · modifier les données |
| Pensol                     | 87115      | 87440             | Rochechouart   | Rochechouart                                                                              | CC Ouest Limousin                | 15,04            | 179 (2022)                        | 12                 | modifier les données · modifier les données |
| Peyrat-de-Bellac           | 87116      | 87300             | Bellac         | Bellac                                                                                    | CC Haut-Limousin en Marche       | 31,20            | 1 059 (2022)                      | 34                 | modifier les données · modifier les données |
| Peyrat-le-Château          | 87117      | 87470             | Limoges        | Eymoutiers                                                                                | CC des Portes de Vassivière      | 52,96            | 1 028 (2022)                      | 19                 | modifier les données · modifier les données |
| Peyrilhac                  | 87118      | 87510             | Limoges        | Couzeix                                                                                   | CU Limoges Métropole             | 38,63            | 1 356 (2022)                      | 35                 | modifier les données · modifier les données |
| Pierre-Buffière            | 87119      | 87260             | Limoges        | Condat-sur-Vienne                                                                         | CC Briance Sud Haute-Vienne      | 5,75             | 1 147 (2022)                      | 199                | modifier les données · modifier les données |
| La Porcherie               | 87120      | 87380             | Limoges        | Eymoutiers                                                                                | CC Briance Sud Haute-Vienne      | 31,34            | 518 (2022)                        | 17                 | modifier les données · modifier les données |
| Rancon                     | 87121      | 87290             | Bellac         | Châteauponsac                                                                             | CC Gartempe Saint-Pardoux        | 33,31            | 477 (2022)                        | 14                 | modifier les données · modifier les données |
| Razès                      | 87122      | 87640             | Bellac         | Ambazac                                                                                   | CC Élan Limousin Avenir Nature   | 24,14            | 1 161 (2022)                      | 48                 | modifier les données · modifier les données |
| Rempnat                    | 87123      | 87120             | Limoges        | Eymoutiers                                                                                | CC des Portes de Vassivière      | 20,91            | 145 (2022)                        | 6,9                | modifier les données · modifier les données |
| Rilhac-Lastours            | 87124      | 87800             | Limoges        | Saint-Yrieix-la-Perche                                                                    | CC Pays de Nexon-Monts de Châlus | 16,32            | 381 (2022)                        | 23                 | modifier les données · modifier les données |
| Rilhac-Rancon              | 87125      | 87570             | Limoges        | Limoges-5                                                                                 | CU Limoges Métropole             | 17,42            | 4 733 (2022)                      | 272                | modifier les données · modifier les données |
| La Roche-l'Abeille         | 87127      | 87800             | Limoges        | Saint-Yrieix-la-Perche                                                                    | CC du Pays de Saint-Yrieix       | 36,56            | 594 (2022)                        | 16                 | modifier les données · modifier les données |
| Rochechouart               | 87126      | 87600             | Rochechouart   | Rochechouart                                                                              | CC Porte Océane du Limousin      | 53,88            | 3 637 (2022)                      | 68                 | modifier les données · modifier les données |
| Royères                    | 87129      | 87400             | Limoges        | Saint-Léonard-de-Noblat                                                                   | CC de Noblat                     | 17,42            | 942 (2022)                        | 54                 | modifier les données · modifier les données |
| Roziers-Saint-Georges      | 87130      | 87130             | Limoges        | Eymoutiers                                                                                | CC Briance-Combade               | 11,66            | 161 (2022)                        | 14                 | modifier les données · modifier les données |
| Saillat-sur-Vienne         | 87131      | 87720             | Rochechouart   | Saint-Junien                                                                              | CC Porte Océane du Limousin      | 6,29             | 826 (2022)                        | 131                | modifier les données · modifier les données |
| Saint-Amand-le-Petit       | 87132      | 87120             | Limoges        | Eymoutiers                                                                                | CC des Portes de Vassivière      | 15,31            | 112 (2022)                        | 7,3                | modifier les données · modifier les données |
| Saint-Amand-Magnazeix      | 87133      | 87290             | Bellac         | Châteauponsac                                                                             | CC Gartempe Saint-Pardoux        | 30,71            | 485 (2022)                        | 16                 | modifier les données · modifier les données |
| Saint-Auvent               | 87135      | 87310             | Rochechouart   | Rochechouart                                                                              | CC Ouest Limousin                | 33,46            | 969 (2022)                        | 29                 | modifier les données · modifier les données |
| Saint-Bazile               | 87137      | 87150             | Rochechouart   | Rochechouart                                                                              | CC Ouest Limousin                | 8,58             | 143 (2022)                        | 17                 | modifier les données · modifier les données |
| Saint-Bonnet-Briance       | 87138      | 87260             | Limoges        | Condat-sur-Vienne                                                                         | CC de Noblat                     | 30,06            | 538 (2022)                        | 18                 | modifier les données · modifier les données |
| Saint-Bonnet-de-Bellac     | 87139      | 87300             | Bellac         | Bellac                                                                                    | CC Haut-Limousin en Marche       | 34,51            | 456 (2022)                        | 13                 | modifier les données · modifier les données |
| Saint-Brice-sur-Vienne     | 87140      | 87200             | Rochechouart   | Saint-Junien                                                                              | CC Porte Océane du Limousin      | 20,85            | 1 651 (2022)                      | 79                 | modifier les données · modifier les données |
| Saint-Cyr                  | 87141      | 87310             | Rochechouart   | Rochechouart                                                                              | CC Ouest Limousin                | 21,30            | 676 (2022)                        | 32                 | modifier les données · modifier les données |
| Saint-Denis-des-Murs       | 87142      | 87400             | Limoges        | Saint-Léonard-de-Noblat                                                                   | CC de Noblat                     | 23,81            | 549 (2022)                        | 23                 | modifier les données · modifier les données |
| Saint-Gence                | 87143      | 87510             | Limoges        | Couzeix                                                                                   | CU Limoges Métropole             | 21,77            | 2 208 (2022)                      | 101                | modifier les données · modifier les données |
| Saint-Genest-sur-Roselle   | 87144      | 87260             | Limoges        | Condat-sur-Vienne                                                                         | CC Briance Sud Haute-Vienne      | 19,22            | 541 (2022)                        | 28                 | modifier les données · modifier les données |
| Saint-Georges-les-Landes   | 87145      | 87160             | Bellac         | Châteauponsac                                                                             | CC Haut-Limousin en Marche       | 16,21            | 232 (2022)                        | 14                 | modifier les données · modifier les données |
| Saint-Germain-les-Belles   | 87146      | 87380             | Limoges        | Eymoutiers                                                                                | CC Briance Sud Haute-Vienne      | 37,28            | 1 148 (2022)                      | 31                 | modifier les données · modifier les données |
| Saint-Gilles-les-Forêts    | 87147      | 87130             | Limoges        | Eymoutiers                                                                                | CC Briance-Combade               | 8,28             | 44 (2022)                         | 5,3                | modifier les données · modifier les données |
| Saint-Hilaire-Bonneval     | 87148      | 87260             | Limoges        | Condat-sur-Vienne                                                                         | CC Briance Sud Haute-Vienne      | 28,49            | 1 005 (2022)                      | 35                 | modifier les données · modifier les données |
| Saint-Hilaire-la-Treille   | 87149      | 87190             | Bellac         | Châteauponsac                                                                             | CC Haut-Limousin en Marche       | 29,14            | 360 (2022)                        | 12                 | modifier les données · modifier les données |
| Saint-Hilaire-les-Places   | 87150      | 87800             | Limoges        | Saint-Yrieix-la-Perche                                                                    | CC Pays de Nexon-Monts de Châlus | 23,06            | 830 (2022)                        | 36                 | modifier les données · modifier les données |
| Saint-Jean-Ligoure         | 87151      | 87260             | Limoges        | Condat-sur-Vienne                                                                         | CC Pays de Nexon-Monts de Châlus | 30,30            | 489 (2022)                        | 16                 | modifier les données · modifier les données |
| Saint-Jouvent              | 87152      | 87510             | Limoges        | Couzeix                                                                                   | CC Élan Limousin Avenir Nature   | 24,96            | 1 630 (2022)                      | 65                 | modifier les données · modifier les données |
| Saint-Julien-le-Petit      | 87153      | 87460             | Limoges        | Eymoutiers                                                                                | CC des Portes de Vassivière      | 29,13            | 296 (2022)                        | 10                 | modifier les données · modifier les données |
| Saint-Junien               | 87154      | 87200             | Rochechouart   | Saint-Junien                                                                              | CC Porte Océane du Limousin      | 56,82            | 11 382 (2022)                     | 200                | modifier les données · modifier les données |
| Saint-Junien-les-Combes    | 87155      | 87300             | Bellac         | Bellac                                                                                    | CC Haut-Limousin en Marche       | 20,59            | 182 (2022)                        | 8,8                | modifier les données · modifier les données |
| Saint-Just-le-Martel       | 87156      | 87590             | Limoges        | Saint-Léonard-de-Noblat                                                                   | CU Limoges Métropole             | 31,70            | 2 654 (2022)                      | 84                 | modifier les données · modifier les données |
| Saint-Laurent-les-Églises  | 87157      | 87240             | Limoges        | Ambazac                                                                                   | CC Élan Limousin Avenir Nature   | 27,37            | 842 (2022)                        | 31                 | modifier les données · modifier les données |
| Saint-Laurent-sur-Gorre    | 87158      | 87310             | Rochechouart   | Rochechouart                                                                              | CC Ouest Limousin                | 39,92            | 1 391 (2022)                      | 35                 | modifier les données · modifier les données |
| Saint-Léger-la-Montagne    | 87159      | 87340             | Limoges        | Ambazac                                                                                   | CC Élan Limousin Avenir Nature   | 32,62            | 358 (2022)                        | 11                 | modifier les données · modifier les données |
| Saint-Léger-Magnazeix      | 87160      | 87190             | Bellac         | Châteauponsac                                                                             | CC Haut-Limousin en Marche       | 55,71            | 489 (2022)                        | 8,8                | modifier les données · modifier les données |
| Saint-Léonard-de-Noblat    | 87161      | 87400             | Limoges        | Saint-Léonard-de-Noblat                                                                   | CC de Noblat                     | 55,59            | 4 319 (2022)                      | 78                 | modifier les données · modifier les données |
| Saint-Martial-sur-Isop     | 87163      | 87330             | Bellac         | Bellac                                                                                    | CC Haut-Limousin en Marche       | 23,44            | 146 (2022)                        | 6,2                | modifier les données · modifier les données |
| Saint-Martin-de-Jussac     | 87164      | 87200             | Rochechouart   | Saint-Junien                                                                              | CC Porte Océane du Limousin      | 14,40            | 567 (2022)                        | 39                 | modifier les données · modifier les données |
| Saint-Martin-le-Mault      | 87165      | 87360             | Bellac         | Châteauponsac                                                                             | CC Haut-Limousin en Marche       | 12,50            | 145 (2022)                        | 12                 | modifier les données · modifier les données |
| Saint-Martin-le-Vieux      | 87166      | 87700             | Limoges        | Aixe-sur-Vienne                                                                           | CC du Val de Vienne              | 17,49            | 878 (2022)                        | 50                 | modifier les données · modifier les données |
| Saint-Martin-Terressus     | 87167      | 87400             | Limoges        | Saint-Léonard-de-Noblat                                                                   | CC de Noblat                     | 23,53            | 580 (2022)                        | 25                 | modifier les données · modifier les données |
| Saint-Mathieu              | 87168      | 87440             | Rochechouart   | Rochechouart                                                                              | CC Ouest Limousin                | 40,39            | 1 069 (2022)                      | 26                 | modifier les données · modifier les données |
| Saint-Maurice-les-Brousses | 87169      | 87800             | Limoges        | Condat-sur-Vienne                                                                         | CC Pays de Nexon-Monts de Châlus | 10,87            | 1 041 (2022)                      | 96                 | modifier les données · modifier les données |
| Saint-Méard                | 87170      | 87130             | Limoges        | Eymoutiers                                                                                | CC Briance-Combade               | 24,51            | 367 (2022)                        | 15                 | modifier les données · modifier les données |
| Saint-Ouen-sur-Gartempe    | 87172      | 87300             | Bellac         | Châteauponsac                                                                             | CC Haut-Limousin en Marche       | 22,12            | 214 (2022)                        | 9,7                | modifier les données · modifier les données |
| Saint-Pardoux-le-Lac       | 87128      | 87140 87250       | Bellac         | Bellac                                                                                    | CC Gartempe Saint-Pardoux        | 67,40            | 1 364 (2022)                      | 20                 | modifier les données · modifier les données |
| Saint-Paul                 | 87174      | 87260             | Limoges        | Condat-sur-Vienne                                                                         | CC de Noblat                     | 37,39            | 1 235 (2022)                      | 33                 | modifier les données · modifier les données |
| Saint-Priest-Ligoure       | 87176      | 87800             | Limoges        | Eymoutiers                                                                                | CC Pays de Nexon-Monts de Châlus | 41,13            | 696 (2022)                        | 17                 | modifier les données · modifier les données |
| Saint-Priest-sous-Aixe     | 87177      | 87700             | Limoges        | Aixe-sur-Vienne                                                                           | CC du Val de Vienne              | 23,15            | 1 764 (2022)                      | 76                 | modifier les données · modifier les données |
| Saint-Priest-Taurion       | 87178      | 87480             | Limoges        | Saint-Léonard-de-Noblat                                                                   | CC Élan Limousin Avenir Nature   | 27,00            | 2 896 (2022)                      | 107                | modifier les données · modifier les données |
| Saint-Sornin-la-Marche     | 87179      | 87210             | Bellac         | Châteauponsac                                                                             | CC Haut-Limousin en Marche       | 24,39            | 224 (2022)                        | 9,2                | modifier les données · modifier les données |
| Saint-Sornin-Leulac        | 87180      | 87290             | Bellac         | Châteauponsac                                                                             | CC Gartempe Saint-Pardoux        | 32,28            | 562 (2022)                        | 17                 | modifier les données · modifier les données |
| Saint-Sulpice-Laurière     | 87181      | 87370             | Limoges        | Ambazac                                                                                   | CC Élan Limousin Avenir Nature   | 14,31            | 804 (2022)                        | 56                 | modifier les données · modifier les données |
| Saint-Sulpice-les-Feuilles | 87182      | 87160             | Bellac         | Châteauponsac                                                                             | CC Haut-Limousin en Marche       | 35,63            | 1 196 (2022)                      | 34                 | modifier les données · modifier les données |
| Saint-Sylvestre            | 87183      | 87240             | Limoges        | Ambazac                                                                                   | CC Élan Limousin Avenir Nature   | 30,91            | 922 (2022)                        | 30                 | modifier les données · modifier les données |
| Saint-Victurnien           | 87185      | 87420             | Rochechouart   | Saint-Junien                                                                              | CC Porte Océane du Limousin      | 21,04            | 1 767 (2022)                      | 84                 | modifier les données · modifier les données |
| Saint-Vitte-sur-Briance    | 87186      | 87380             | Limoges        | Eymoutiers                                                                                | CC Briance Sud Haute-Vienne      | 20,66            | 323 (2022)                        | 16                 | modifier les données · modifier les données |
| Saint-Yrieix-la-Perche     | 87187      | 87500             | Limoges        | Saint-Yrieix-la-Perche                                                                    | CC du Pays de Saint-Yrieix       | 100,98           | 6 873 (2022)                      | 68                 | modifier les données · modifier les données |
| Saint-Yrieix-sous-Aixe     | 87188      | 87700             | Limoges        | Aixe-sur-Vienne                                                                           | CC du Val de Vienne              | 8,73             | 441 (2022)                        | 51                 | modifier les données · modifier les données |
| Sainte-Anne-Saint-Priest   | 87134      | 87120             | Limoges        | Eymoutiers                                                                                | CC des Portes de Vassivière      | 16,54            | 140 (2022)                        | 8,5                | modifier les données · modifier les données |
| Sainte-Marie-de-Vaux       | 87162      | 87420             | Rochechouart   | Rochechouart                                                                              | CC Ouest Limousin                | 5,55             | 206 (2022)                        | 37                 | modifier les données · modifier les données |
| Les Salles-Lavauguyon      | 87189      | 87440             | Rochechouart   | Rochechouart                                                                              | CC Porte Océane du Limousin      | 12,32            | 157 (2022)                        | 13                 | modifier les données · modifier les données |
| Sauviat-sur-Vige           | 87190      | 87400             | Limoges        | Saint-Léonard-de-Noblat                                                                   | CC de Noblat                     | 30,85            | 879 (2022)                        | 28                 | modifier les données · modifier les données |
| Séreilhac                  | 87191      | 87620             | Limoges        | Aixe-sur-Vienne                                                                           | CC du Val de Vienne              | 38,63            | 2 045 (2022)                      | 53                 | modifier les données · modifier les données |
| Solignac                   | 87192      | 87110             | Limoges        | Condat-sur-Vienne                                                                         | CU Limoges Métropole             | 16,54            | 1 561 (2022)                      | 94                 | modifier les données · modifier les données |
| Surdoux                    | 87193      | 87130             | Limoges        | Eymoutiers                                                                                | CC Briance-Combade               | 3,88             | 54 (2022)                         | 14                 | modifier les données · modifier les données |
| Sussac                     | 87194      | 87130             | Limoges        | Eymoutiers                                                                                | CC Briance-Combade               | 25,42            | 364 (2022)                        | 14                 | modifier les données · modifier les données |
| Tersannes                  | 87195      | 87360             | Bellac         | Châteauponsac                                                                             | CC Haut-Limousin en Marche       | 24,64            | 128 (2022)                        | 5,2                | modifier les données · modifier les données |
| Thouron                    | 87197      | 87140             | Bellac         | Bellac                                                                                    | CC Élan Limousin Avenir Nature   | 13,73            | 563 (2022)                        | 41                 | modifier les données · modifier les données |
| Val d'Issoire              | 87097      | 87330             | Bellac         | Bellac                                                                                    | CC Haut-Limousin en Marche       | 71,60            | 1 031 (2022)                      | 14                 | modifier les données · modifier les données |
| Val-d'Oire-et-Gartempe     | 87028      | 87320 87330       | Bellac         | Châteauponsac                                                                             | CC Haut-Limousin en Marche       | 121,46           | 1 712 (2022)                      | 14                 | modifier les données · modifier les données |
| Vaulry                     | 87198      | 87140             | Bellac         | Bellac                                                                                    | CC Élan Limousin Avenir Nature   | 16,03            | 397 (2022)                        | 25                 | modifier les données · modifier les données |
| Vayres                     | 87199      | 87600             | Rochechouart   | Rochechouart                                                                              | CC Porte Océane du Limousin      | 38,13            | 708 (2022)                        | 19                 | modifier les données · modifier les données |
| Verneuil-Moustiers         | 87200      | 87360             | Bellac         | Châteauponsac                                                                             | CC Haut-Limousin en Marche       | 19,39            | 122 (2022)                        | 6,3                | modifier les données · modifier les données |
| Verneuil-sur-Vienne        | 87201      | 87430             | Limoges        | Aixe-sur-Vienne                                                                           | CU Limoges Métropole             | 34,52            | 4 940 (2022)                      | 143                | modifier les données · modifier les données |
| Veyrac                     | 87202      | 87520             | Limoges        | Couzeix                                                                                   | CU Limoges Métropole             | 33,70            | 2 162 (2022)                      | 64                 | modifier les données · modifier les données |
| Vicq-sur-Breuilh           | 87203      | 87260             | Limoges        | Eymoutiers                                                                                | CC Briance Sud Haute-Vienne      | 50,89            | 1 327 (2022)                      | 26                 | modifier les données · modifier les données |
| Videix                     | 87204      | 87600             | Rochechouart   | Rochechouart                                                                              | CC Porte Océane du Limousin      | 16,63            | 204 (2022)                        | 12                 | modifier les données · modifier les données |
| Le Vigen                   | 87205      | 87110             | Limoges        | Condat-sur-Vienne                                                                         | CU Limoges Métropole             | 29,51            | 2 298 (2022)                      | 78                 | modifier les données · modifier les données |
| Villefavard                | 87206      | 87190             | Bellac         | Châteauponsac                                                                             | CC Haut-Limousin en Marche       | 9,22             | 164 (2022)                        | 18                 | modifier les données · modifier les données |
| Haute-Vienne               | 87         |                   |                |                                                                                           |                                  | 5 520,00         | 372 438 (2022)                    | 67                 | modifier les données                        |